# 永劫
《永劫》（英語：The Endless）是一部2017年美國科幻恐怖片，由賈斯汀·班森和亞倫·穆赫德共同執導和主演，其他演員包括凱麗·赫爾南德茲、泰特·艾靈頓、路·丹波與占士·佐敦。該片於2017年4月21日在翠貝卡影展上首映，後定於2018年4月6日在美國上映。
該片與《最佳基友闖死關》（2012年）共享相同世界觀。2023年8月，爛番茄將本片列名為「100部最佳2010年代恐怖片」排行榜第21名。

## 劇情
故事敘述兩兄弟回到他們在幾年前逃離的自殺邪教組織，但在接二連三碰上了詭異的事件後，他們發現該邪教的真實信仰和記憶中的有所不同，之後經歷了一連串怪事後，他們得知了邪教驚人的真相——若不在第三個月亮出現之前離開邪教組織所在地便會不斷重複死亡，並永久受到邪教組織控制，最終上演了一場亡命之旅。

## 演員
| 演員                             | 角色          | 介紹 |
| 賈斯汀·班森 Justin Benson        | 賈斯汀·史密斯 | 亞倫的親兄弟，曾經是自殺邪教組織的一員，因考慮到亞倫的生命安全而離開邪教組織，後來為了亞倫而回到邪教居住地。                               |
| 亞倫·穆赫德 Aaron Moorhead       | 亞倫·史密斯   | 賈斯汀的親兄弟，曾經是自殺邪教組織的一員，因懷念邪教組織和安娜等人而回到邪教居住地。                                                       |
| 占士·佐敦 James Jordan           | 卡爾          | 營地居住者，麥克及克里斯的好友，曾幫助亞倫及賈斯汀兩人逃離邪教組織。                                                                       |
| 凱麗·赫爾南德茲 Callie Hernandez | 安娜          | 自殺邪教組織的一員，音樂家，哈爾的好友，因從小便照顧亞倫而互有好感，其組織的自殺儀式的錄影帶也是促使亞倫及賈斯汀回來邪教居住地的因素之一。 |
| 彼得·席列拉 Peter Cilella        | 麥克·丹比     | 克里斯、卡爾的好友，珍妮佛的丈夫，後來為幫助克里斯戒除毒癮而來到邪教居住地。                                                               |
| 文尼·庫倫 Vinny Curran           | 克里斯·丹尼爾 | 營地居住者，麥克、卡爾的好友，患有毒癮。                                                                                                   |
| 艾蜜莉·蒙塔戈 Emily Montague     | 珍妮佛·丹比   | 麥克的妻子，因不放心麥克而來到邪教居住地。                                                                                                 |
| 琪拉·鮑華 Kira Powell            | 露茜          | 自殺邪教組織的一員，畫家及心理輔導員，提姆的女友，對賈斯汀產生好感。                                                                       |
| 泰特·艾靈頓 Tate Ellington       | 哈爾          | 自殺邪教組織的一員，安娜的好友，不滿賈斯汀的到來。                                                                                         |
| 路·丹波 Lew Temple               | 提姆          | 自殺邪教組織的一員，魔術師，露茜的男友。                                                                                                   |

## 發行
《永劫》最先於2017年4月21日在翠貝卡影展上作全球首映。2017年5月1日，Well Go USA Entertainment獲得了該片在美國的發行權，並定於2018年3月2日上映；後改於2018年4月6日上映。

## 外部連結
- 互联网电影数据库（IMDb）上《永劫》的资料（英文）
- 豆瓣电影上《永劫》的資料 （简体中文）